# Versant Sud
Versant Sud est une maison d'édition indépendante belge créée en 2001 par Elisabeth Jongen. Elle publie des livres dans les domaines de l'histoire, du tourisme, de la musique et de la bande-dessinée.

## Quelques titres
Les ouvrages suivants ont été édités par les Éditions Versant Sud :
- Schuiten, filiation de Philippe Marion paru en 2009
- Bruxelles... Les marchés de Julie Grégoire (photographies) et Carine Anselme (texte) paru en 2008
- Chili, pays de vins et de montagnes de Papianille Mura (texte) et Matt Wilson (photographies) paru en 2009
- Collection Au fil de la BD, comprenant les titres L'Histoire de la Belgique (2005), L'Histoire de l'aviation (2006), L'Expo58 et les fifties (2008) et L'Égypte ancienne (2009)
- Collection Parcours musique, comprenant les titres Gerard Mortier (2007), René Jacobs (2009), Philippe Herreweghe (2009) et Marc Minkowski (2009)